# Lissoscarta nipata
Lissoscarta nipata är en insektsart som beskrevs av Young 1977. Lissoscarta nipata ingår i släktet Lissoscarta och familjen dvärgstritar. Inga underarter finns listade i Catalogue of Life.